# Welterbe in Barbados

Zum Welterbe in Barbados gehört (Stand 2016) eine UNESCO-Welterbestätte des Weltkulturerbes. Barbados ist der Welterbekonvention 2002 beigetreten, die bislang einzige Welterbestätte wurde 2011 in die Welterbeliste aufgenommen.

## Welterbestätten
Die folgende Tabelle listet die UNESCO-Welterbestätten in Barbados in chronologischer Reihenfolge nach dem Jahr ihrer Aufnahme in die Welterbeliste (K – Kulturerbe, N – Naturerbe, K/N – gemischt, (R) – auf der Roten Liste des gefährdeten Welterbes).
| Bild             | Bezeichnung                                 | Jahr | Typ | Ref. | Beschreibung |
| ---------------- | ------------------------------------------- | ---- | --- | ---- | --- |
| (weitere Bilder) | Historisches Bridgetown und Garnison (Lage) | 2011 | K   | 1376 | Die Altstadt von Bridgetown mit ihrer Garnison ist eine der ersten Städte mit einem befestigten Hafen in der Karibik und war als solches militärischer und maritimer Außenposten auf den britischen Westindischen Inseln. |

## Tentativliste
In der Tentativliste sind die Stätten eingetragen, die für eine Nominierung zur Aufnahme in die Welterbeliste vorgesehen sind.
Derzeit (2016) sind zwei Stätten in der Tentativliste von Barbados eingetragen, die letzte Eintragung erfolgte 2014. Die folgende Tabelle listet die Stätten in chronologischer Reihenfolge nach dem Jahr ihrer Aufnahme in die Tentativliste.
| Bild                                                                  | Bezeichnung                                                           | Jahr | Typ | Ref. | Beschreibung |
| --------------------------------------------------------------------- | --------------------------------------------------------------------- | ---- | --- | ---- | --- |
|                                                                       | Scotland District von Barbados                                        | 2005 | N   | 1993 | Beinhaltet Mount Hillaby, die höchste Erhebung von Barbados |
| Das industrielle Erbe von Barbados: Die Geschichte von Zucker und Rum | Das industrielle Erbe von Barbados: Die Geschichte von Zucker und Rum | 2014 | K   | 5942 | Beinhaltet Stätten der Erzeugung von Rohrzucker und Rum, darunter St. Nicholas Abbey, Morgan Lewis Windmill, Codrington College, Newton Slave Burial Ground und Mount Gay Distilleries in St.Lucy |